# Steckbecken

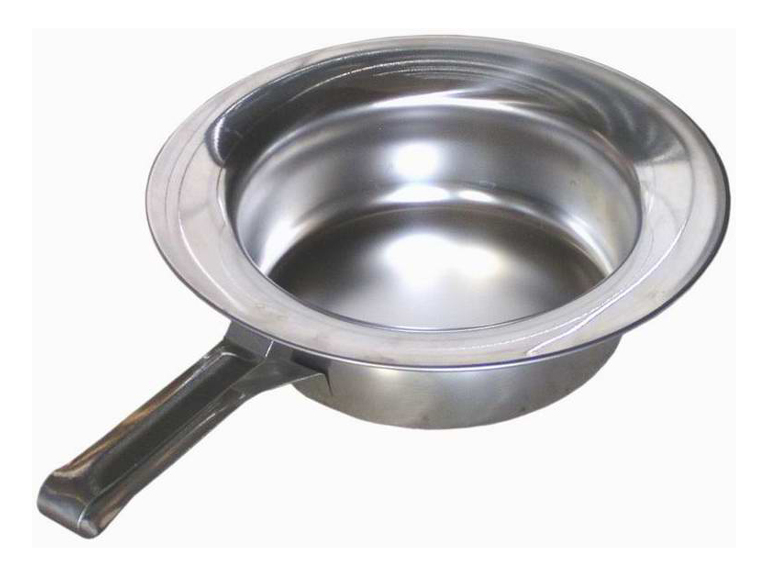
Rundes Stechbecken mit Griff (Nordeuropa)

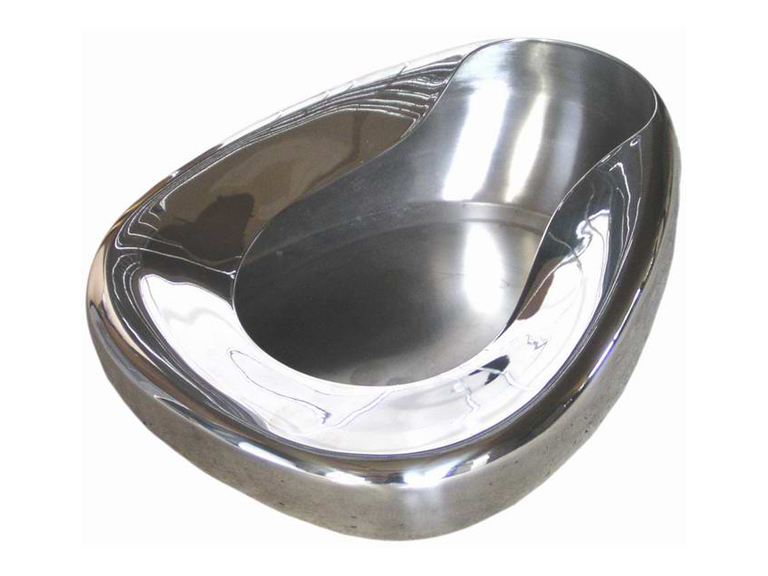
Ovales Stechbecken ohne Griff (Südeuropa)

Ein Steckbecken, auch bekannt als Stechbecken, Schieber (von unterschieben), Bettschüssel oder Bettpfanne, ist ein Behältnis für die Ausscheidung von Kot und Urin im Liegen. Es wird vor allem in Krankenhäusern eingesetzt.

## Material und Handhabung
Sinn der Bettpfanne ist es, Patienten oder Pflegebedürftigen, denen Bettruhe verordnet worden ist beziehungsweise die durch Lähmungen oder Immobilität am Aufstehen gehindert sind, den Stuhlgang und/oder die Miktion ohne Gang zum Toilettenstuhl zu ermöglichen und die Ausscheidungen im Bett vorzunehmen. Bettpfannen werden bisher meistens aus Edelstahl oder selten aus Kunststoff hergestellt. Ältere Modelle aus emailliertem Blech gelten wegen ihrer leicht zu beschädigenden Oberfläche als unhygienisch. Zum Transport der Steckbecken gibt es eine passende Abdeckung (Deckel), um Personal und Dritte möglichst nicht durch Geruch oder Anblick der Ausscheidung zu belästigen.
Steckbecken aus Edelstahl sind in der Gesundheits- und Krankenpflege problematisch, da die kleine und harte Auflagefläche bei (zu) langer Anwendung zu Druckstellen (Dekubitus), die mit Wundinfektionen verbunden sein können, führen kann. Darüber hinaus wird die kalte Oberfläche von den bettlägerigen Benutzern häufig als unangenehm empfunden. Erschwert wird die Defäkation oder das Urinieren oft durch das individuelle Schamempfinden und die unbequeme Lage. In den 1990er Jahren wurden neue Steckbecken aus wärmer empfundenen und hygienisch einwandfrei zu desinfizierendem Kunststoff mit ergonomischer Form entwickelt. Andere Formen bestehen aus aufblasbarem Gummi, die insbesondere bei Menschen mit offenen Wunden am Steiß eingesetzt werden.
Stech- oder Steckbecken sind Medizinprodukte der Klasse I Medizinproduktegesetz (MPG) und müssen im klinischen Umfeld nach festgelegten Maßgaben gereinigt werden. Früher musste das Stechbecken von Hand gereinigt werden, eine Technik, die bis heute in der ambulanten und häuslichen Pflege verbreitet ist. In professionellen Pflegeeinrichtungen und Krankenhäusern wird das Stechbecken in einem Steckbeckenreiniger auf Knopfdruck mechanisch gereinigt und thermisch oder chemisch desinfiziert.
Als neuere Entwicklung existieren ebenfalls Steckbecken aus Zellulose bzw. Altpapier als Einwegprodukt. Diese werden nach der Benutzung entweder über den Haus- bzw. Klinikmüll entsorgt oder in speziellen Geräten zerkleinert und über das Abwasser entsorgt.

## Praktische Anwendung
Das Wort Stechbecken leitet sich von der Handhabung des Beckens (Oberbegriff für metallene oder irdene Schüsseln) ab. Die darauf wartende Person wird etwas zur Seite gedreht und die niedrige Form der Kloschüssel vorsichtig zwischen Haut und Bett geschoben. Danach dreht sich die Person zurück auf den Rücken. Eine andere Bedienmöglichkeit besteht im Anziehen der Beine und Hochstemmen des Beckens. Auch dann wird das Stechbecken unter den Körper geschoben, der anschließend direkt darauf ruht. Weil "Stechen" heute vor allem mit Körperverletzung in Verbindung gebracht wird, ist diese ursprüngliche Wortbedeutung zum Teil verloren gegangen. Ein Teil der traditionellen Krankenhaus-Bettwäsche heißt Stecklaken und auch durch die Verwechslung mit diesem Begriff kam es zu einer Doppelung des ursprünglichen Fachausdrucks.

### Reinigung
Die Reinigung der Stechbecken und anschließende sterile Bereitstellung ist bedeutsam bei Epidemien und insbesondere bei grassierenden hoch ansteckenden Durchfallerkrankungen. Dazu sind in modernen Krankenhäusern Steckbeckenspüler installiert.